# Steve Phillips
Steve Phillips (Londen, 18 februari 1948) is een Engels blues- en countrymuzikant, bekend geworden door zijn participatie in The Notting Hillbillies samen met Mark Knopfler en anderen. Naast muzikant schildert Phillips veel en is hij een verdienstelijk gitaarbouwer.

## Discografie
- The Best of Steve Phillips (1987)
- Steel-Rail Blues (1990)
- Missing...Presumed Having a Good Time (1990) (met The Notting Hillbillies)
- Been a Long Time Gone (1995)
- Just Pickin' (1996)
- Every One a Gem (2000)
- Solo (2005)
- Live at the Grosvenor (2008)